# 山下達郎 40th Anniversary Special
『山下達郎 40th Anniversary Special』（やましたたつろう・フォーティーズ・アニバーサリー・スペシャル）は、NHK-FM放送で2015年に2回にわたり放送された、山下達郎の自伝番組である。本稿では同年夏に放送された『山下達郎のシュガー・ベイブを語る』についても触れる。

## 概要
山下は1973年、ロックバンド・シュガー・ベイブの一員としてメジャーデビュー、その後1975年に独立し、ソロのシンガーソングライターとして数多くの楽曲を発表してきた。2015年はそのソロ活動開始から満40周年を迎えた。
それにあたり、『シュガー・ベイブを語る』では、シュガー・ベイブのメンバーだった山下の経験談と、それまであまり語られることがなかった同ユニットの活動について、その貴重な音源を交えながら熱弁した。『40th Anniversary Special』では、クリス松村を聞き手に、第1回は「ライブ活動40年の軌跡」、第2回は「音楽制作活動40年の軌跡」をそれぞれテーマにして、自らの音楽の創作活動や、コンサートについての様々なエピソードを述べた。
なお、『40th Anniversary Special』第1回で放送されたコンサートの音源は、過去にレコード・カセットテープ・CDに収録されたことがない、未発表・未発売のライブ録音である。

## 放送履歴
- 『山下達郎のシュガー・ベイブを語る』 - 2015年8月9日（8月8日深夜）0:00 - 1:00生放送（再放送・10月1日 21:30 - 22:30）
- 『山下達郎 40th Anniversary Special Part1・ライブ活動40年の軌跡』 - 2015年10月4日 21:00 - 22:30生放送
- 『同上 Part2・音楽制作活動40年の軌跡』 - 2015年12月20日 21:00 - 22:30生放送